# Cheikh Nefzaoui
Cheikh Nefzaoui (arabe : الشيخ النفزاوي) est un écrivain érotique arabophone du XVe siècle. Il serait né dans la tribu berbère des Nefzaouas, dans le sud de l'actuelle Tunisie.

## Ouvrage
Aux alentours de l'année 1420, il rédige, à la demande du souverain hafside de Tunis, Abû Fâris `Abd al-`Azîz al-Mutawakkil, La Prairie parfumée où s'ébattent les plaisirs (الروض العاطر في نزهة الخاطر) plus communément appelé La Prairie parfumée. Ce livre est un manuel d'érotisme où tout ce qui concerne l'acte sexuel est répertorié.
Cet ouvrage jouit d'une réputation établie dans le monde arabe semblable à celle qui fait la notoriété des Mille et une nuits. Nefzaoui dit n'éprouver aucune honte lorsqu'il s'agit de transmettre aux jeunes générations une éducation sexuelle fiable.